# Боярово (Вологодская область)
Боярово — деревня в Шекснинском районе Вологодской области.
Входит в состав сельского поселения Домшинского, с точки зрения административно-территориального деления — в Домшинский сельсовет.
Расстояние по автодороге до районного центра Шексны — 38 км, до центра муниципального образования Нестерово — 8 км. Ближайшие населённые пункты — Давыдово, Спицы, Молодищево.
По переписи 2002 года население — 1 человек.